# Kenilworth (New Jersey)
Pour les articles homonymes, voir Kenilworth (homonymie).
Kenilworth est un borough situé dans le comté d'Union, dans l'État du New Jersey, aux États-Unis.